# Reckless (serial telewizyjny)
Reckless (serial telewizyjny) – amerykański, serial telewizyjny, dramatyczny  wyprodukowany przez  CBS Television Studios oraz Sander-Moses Productions. 15 maja 2013 roku,  CBS zamówiła serial na sezon telewizyjny 2013/14. Twórcą serial jest Dana Stevens.
Premierowy odcinek serialu był wyemitowany 29 czerwca 2014 roku przez CBS.

9 października 2014 roku, stacja CBS ogłosiła anulowanie serialu po wyemitowaniu pierwszego sezonu.

## Fabuła
Serial opowiada o  Jamie Sawyer, prawniczce, która ma namiętny romans z prokuratorem. Ich romans nie może wyjść na jaw, gdyż w mieście doszło do skandalu obyczajowego w policji w Charleston. 

## Obsada
- Cam Gigandet jako Roy Rayder[4]
- Anna Wood jako Jamie Sawyer[5]
- Shawn Hatosy jako Terry McCandless
- Georgina Haig jako Lee Anne Anne Marcus
- Adam Rodríguez jako Preston Cruz[6]
- Michael Gladis jako Holland Knox[4]
- Kim Wayans jako Vi
- Gregory Harrison jako Dec Fortnum

## Role drugoplanowe
- Bess Armstrong jako Melinada, matka Roya[7]
- Kelly Rutherford jako Joyce, członek rady miasta[8]
- Falk Hentschel jako Arliss Fulton
- Rick Gomez jako Russ Waterman
- David Keith jako Pat, ojciec Terry'ego
- Emily Baldoni jako Nancy Davis
- Linda Purl jako Barbara, żona Deca
- Susan Walters jako Lindsay

## Odcinki
| Sezon | Sezon | Odcinki | Oryginalna emisja | Oryginalna emisja | Oryginalna emisja | Oryginalna emisja | Oryginalna emisja |
| Sezon | Sezon | Odcinki | Premiera sezonu   | Finał sezonu      | Premiera sezonu   | Finał sezonu      |                   |
| ----- | ----- | ------- | ----------------- | ----------------- | ----------------- | ----------------- | ----------------- |
|       | 1     | 13      | 29 czerwca 2014   | 13 września 2014  | brak danych       | brak danych       |                   |

### Sezon 1 (2014)
| Nr | #  | Tytuł                 | Reżyseria           | Scenariusz                  | Premiera CBS     | Premiera |
| -- | -- | --------------------- | ------------------- | --------------------------- | ---------------- | -------- |
| 1  | 1  | Pilot                 | Catherine Hardwicke | Devon Greggory Dana Stevens | 29 czerwca 2014  |          |
| 2  | 2  | Parting Shots         | John Gray           | Devon Greggory Dana Stevens | 6 lipca 2014     |          |
| 3  | 3  | Stand Your Ground     | Stephen Surjik      | Corey Miller                | 13 lipca 2014    |          |
| 4  | 4  | Blind Sides           | Ed Ornelas          | Allen MacDonald             | 20 lipca 2014    |          |
| 5  | 5  | Bloodstone            | Michael Apted       | Brian Oh                    | 27 lipca 2014    |          |
| 6  | 6  | Family Plot           | John Gray           | Corinne Brinkerhoff         | 3 sierpnia 2014  |          |
| 7  | 7  | Deep Waters           | Joshua Butler       | Paul Sciarrotta             | 10 sierpnia 2014 |          |
| 8  | 8  | When the Smoke Clears | Eric Laneuville     | Jon Worley                  | 24 sierpnia 2014 |          |
| 9  | 9  | Damage Control        | Randy Zisk          | Denise Hahn                 | 30 sierpnia 2014 |          |
| 10 | 10 | Fifty-One Percent     | Coky Giedroyc       | Kathryn Miller Kelley       | 31 sierpnia 2014 |          |
| 11 | 11 | And So It Begins      | Jan Eliasberg       | Devon Greggory              | 7 września 2014  |          |
| 12 | 12 | Civil Wars (Part 1)   | Ian Sander          | Corey Miller                | 13 września 2014 |          |
| 13 | 13 | Civil Wars (Part 2)"  | John Gray           | Dana Stevens                | 13 września 2014 |          |